# Jarret Eaton
Jarret Eaton (24 de junio de 1989) es un deportista estadounidense que compite en atletismo, especialista en las carreras de vallas.
Ganó dos medallas en el Campeonato Mundial de Atletismo en Pista Cubierta, plata en 2018 y bronce en 2022, ambas en la prueba de 60 m vallas.

## Palmarés internacional
| Campeonato Mundial en Pista Cubierta | Campeonato Mundial en Pista Cubierta | Campeonato Mundial en Pista Cubierta | Campeonato Mundial en Pista Cubierta |
| Año                                  | Lugar                                | Medalla                              | Prueba                               |
| ------------------------------------ | ------------------------------------ | ------------------------------------ | ------------------------------------ |
| 2018                                 | Birmingham (Reino Unido)             | Medalla de plata                     | 60 m vallas                          |
| 2022                                 | Belgrado (Serbia)                    | Medalla de bronce                    | 60 m vallas                          |